# Kheta
Le Kheta (en russe : Хета́) est une rivière de Russie dans le kraï de Krasnoïarsk, affluent de la Khatanga.

## Géographie
Son cours est de 604 km. 